# Wasken Sarkissjan Republikanisches Stadion
Das Wasken Sarkissjan Republikanische Stadion (armenisch: Վազգեն Սարգսյանի անվան Հանրապետական մարզադաշտ) ist ein Fußballstadion in der armenischen Stadt Jerewan. Die Fußballvereine FC Pjunik Jerewan und der FC Ulisses Jerewan bestreiten hier ihre Heimspiele. Die Anlage bietet 14.968 Sitzplätze und das Spielfeld hat die Abmessungen 105 × 68 Metern.

## Geschichte
Der Bau des Stadions begann im Jahr 1935, ein Jahr später wurde das Stadion eröffnet. Nach dem Zweiten Weltkrieg wurde es weiter ausgebaut. Der ursprüngliche Name lautete „Dynamo-Stadion“, nach der Unabhängigkeit Armeniens wurde es in „Hanrapetakan Stadion“ (deutsch Republikanisches Stadion) umbenannt. Nach dem Tod von Wasken Sarkissjan 1999 wurde ihm zu Ehren das Stadion benannt. 1995 wurden die ersten Renovierungen getätigt, mit finanzieller Unterstützung der UEFA kostete dies drei Millionen US-Dollar und im Jahr 2000 waren die Renovierungen abgeschlossen. 2008 erweiterte man das Stadion mit einer moderneren Spielfläche und einem V.I.P.-Bereich, um die Stadion-Richtlinien der UEFA zu erfüllen.

## Galerie

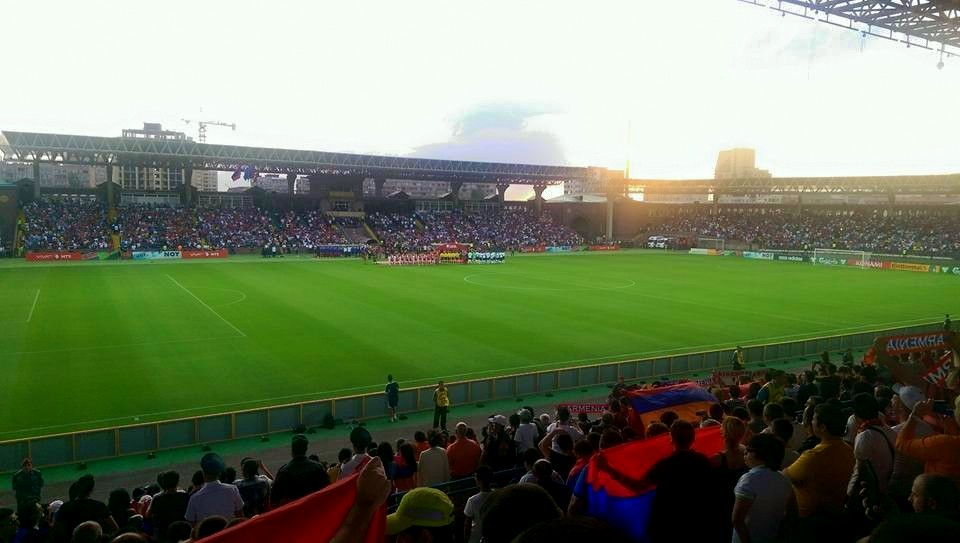
Länderspiel Armenien gegen Portugal am 13. Juni 2015
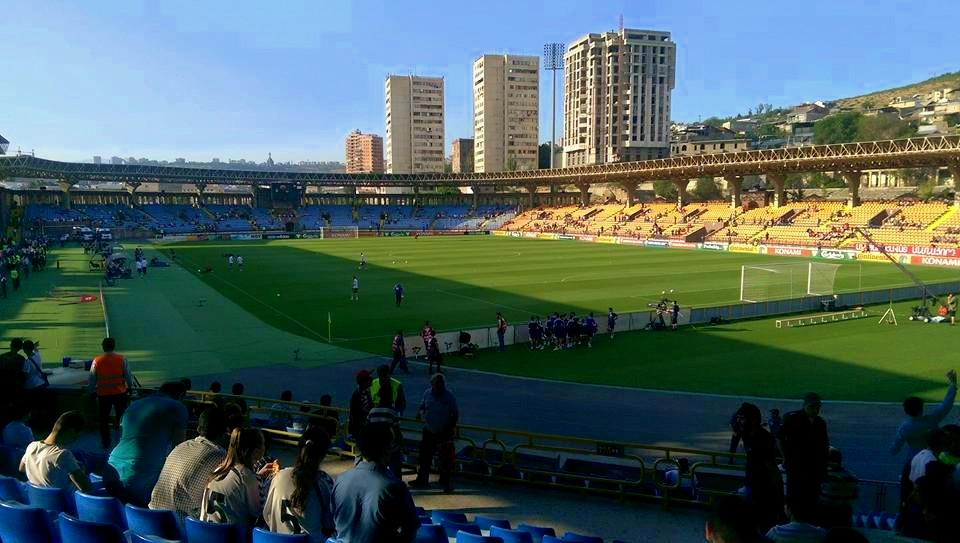
Länderspiel Armenien gegen Portugal am 13. Juni 2015
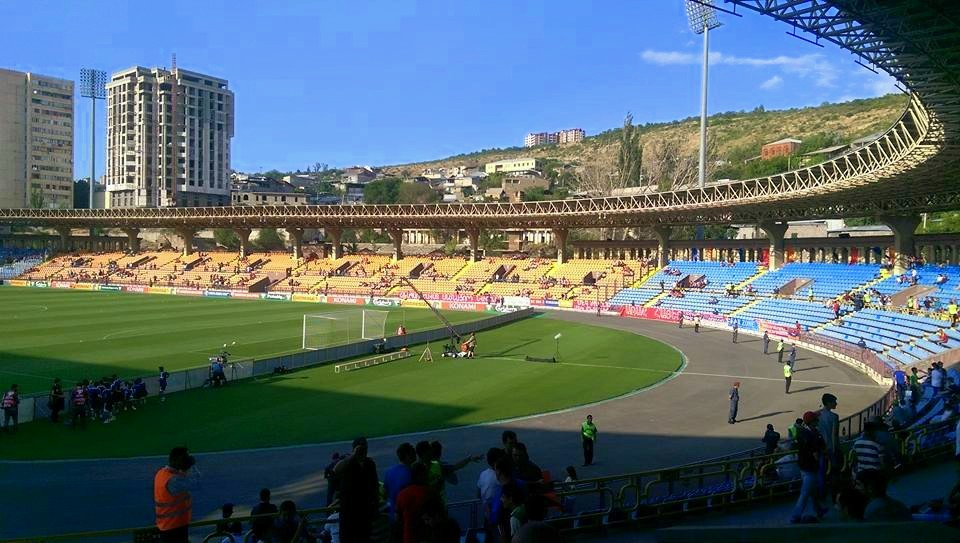
Länderspiel Armenien gegen Portugal am 13. Juni 2015
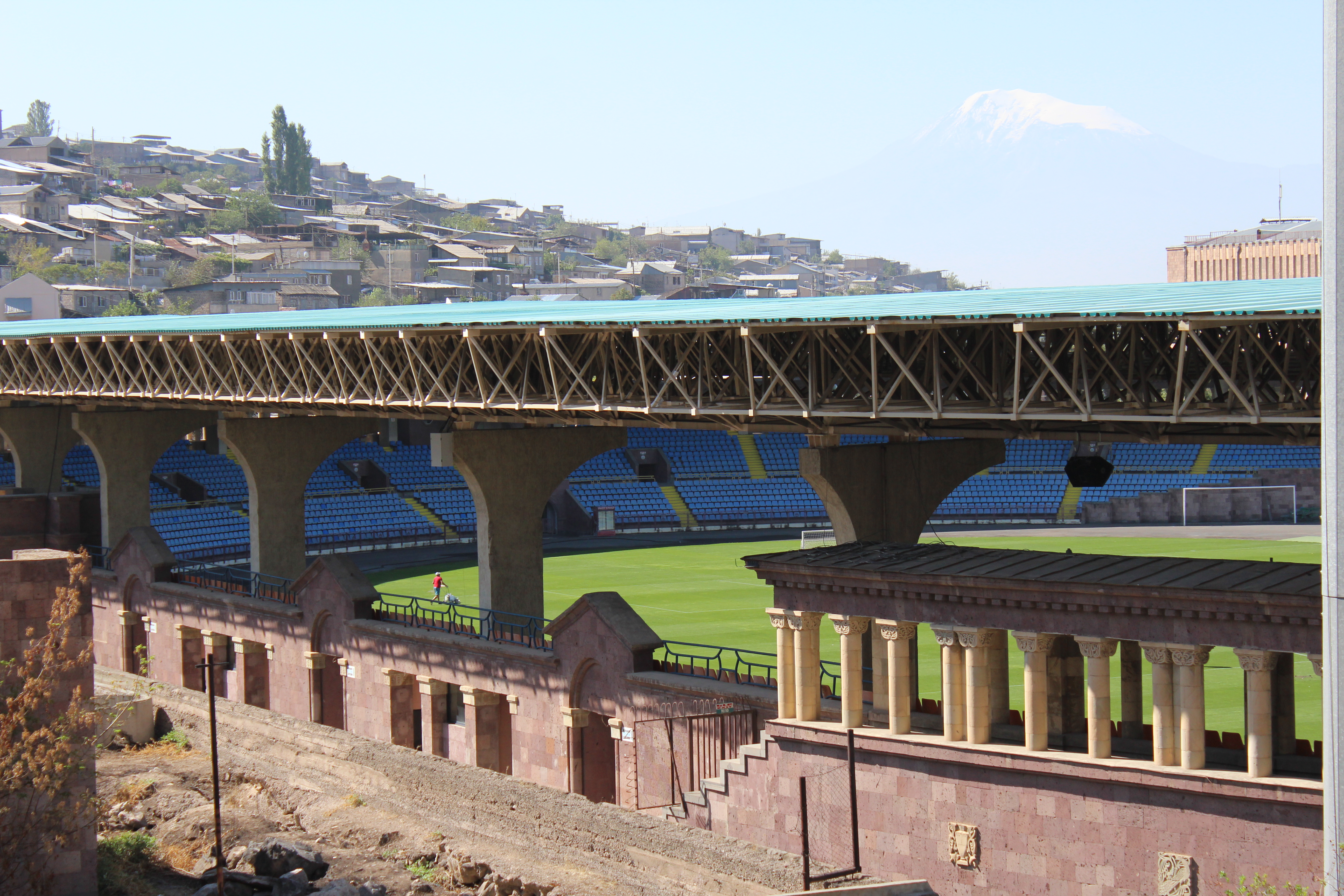
Blick von außen in das Stadion (2015)